# 양갑
양갑(陽甲)은 상나라의 19대 군주이다. 태어날 때의 이름은 자화(子和)이다.
사마천의 사기에 의하면 아버지의 삼촌인 남경에 이어 상나라의 18대 군주가 되었다. 임술(壬戌)년에 즉위하였고 엄(奄)을 수도로 삼았다. 재위 3년에 단산(丹山)의 야만인의 반란 진압을 위해 군대를 보냈다. 재위 17년(어떤 사료에는 7년)만에 사망하였다. 양갑이라는 시호를 받았고 동생인 반경이 뒤를 이었다.
은허에서 발굴된 갑골문에 따르면 상나라의 17대 군주로 상갑(象甲)이라는 시호를 받았다.